# マウリツィオ・フォンドリエスト
マウリツィオ・フォンドリエスト（Maurizio Fondriest, 1965年1月15日- ）はイタリア・トレント自治県のクレス出身。元自転車競技選手。

## 経歴
1987年にプロ選手となる。アルファ・ラムチームに移籍した1988年に世界自転車選手権個人ロードで優勝。ただし、この時出場したイタリア代表選手の間で取り交わしていた「優勝賞金は山分け」の約束を違えたため総スカンを食い孤立。　数年の低迷を余儀なくされる。1991年には名チームディレクターであるペーター・ポスト率いるオランダのパナソニックチームへと移り、この年、UCI・ロードワールドカップの優勝者となる。
ランプレチームに移った1993年は彼の現役時代を振り返ってみて最も充実したシーズンとなり、ミラノ～サンレモ、フレッシュ・ワロンヌ、チューリッヒ選手権といったワンデーレースに加え、ティレーノ～アドリアティコでも総合優勝。また2度目となるワールドカップ優勝も果たした。しかし持病のヘルニア悪化により1994年にツール・ド・ポローニュの他、いくつかのレースを制したのみに止まり、1998年に現役を引退した。

## 引退後
引退後は兄・フランチェスコ・フォンドリエストとともにイモラで会社を設立。自らも自転車のビルダーとして携わり、『フォンドリエスト』というブランド名を確立した。『フォンドリエスト』はカーボンファイバー仕様のフレームとしては世界最高水準を誇るとも言われ、日本ではミズタニ自転車が総代理店となって販売している。